# 布魯克斯維爾 (密西西比州)
布魯克斯維爾（英語：Brooksville）是位於美國密西西比州諾克蘇比縣的城鎮。

## 人口
根據2020年美國人口普查的數據，布魯克斯維爾的面積為4.12平方千米，皆為陸地。當地共有人口915人，而人口密度為每平方千米222人。